# Tolgodzsi állomás
Tolgodzsi (Dolgoji) állomás föld alatti metróállomás a szöuli metró 6-os vonalán Szongbuk-ku (Seongbuk-gu) kerületben. Nevét Szokkvan-tong (Seokgwan-dong) handzsa (hanja) nevének (石串) hangul (hangeul) olvasatából kapta.

## Viszonylatok
| 6-os vonal                                   | 6-os vonal | 6-os vonal                            |
| -------------------------------------------- | ---------- | ------------------------------------- |
| Szangvolgok (Sangwolgok) Ungam (Eungam) felé | 6-os vonal | Szokkje (Seokgye) Sinne (Sinnae) felé |